# Списак споменика културе у Браничевском округу
Следи списак споменика културе у Браничевском округу.
| ИД      | Слика                                                                 | Назив                                                                 | Адреса               | Координате                                     | Место                     | Градска општина | Општина           | Надлежни завод |
| ------- | --------------------------------------------------------------------- | --------------------------------------------------------------------- | -------------------- | ---------------------------------------------- | ------------------------- | --------------- | ----------------- | -------------- |
| СК 541  | Тврђава Рам                                                           | Тврђава Рам                                                           |                      | 44.812798°N 21.330256°E / 44.812798, 21.330256 | Рам (Велико Градиште)     |                 | Велико Градиште   | СМЕДЕРЕВО      |
| СК 542  | Остаци манастира Митрополија и Благовештење                           | Остаци манастира Митрополија и Благовештење                           |                      | 44.272277°N 21.536774°E / 44.272277, 21.536774 | Ждрело (Петровац)         |                 | Петровац на Млави | СМЕДЕРЕВО      |
| СК 543  | Тршка црква                                                           | Тршка црква                                                           |                      | 44.227089°N 21.748572°E / 44.227089, 21.748572 | Милатовац (Жагубица)      |                 | Жагубица          | СМЕДЕРЕВО      |
| СК 546  | Зграда Начелства окружја Пожаревачког                                 | Зграда Начелства окружја Пожаревачког                                 |                      | 44.61978°N 21.186602°E / 44.61978, 21.186602   | Пожаревац                 |                 | Пожаревац         | СМЕДЕРЕВО      |
| СК 548  | Манастир Витовница                                                    | Манастир Витовница                                                    |                      | 44.378629°N 21.5437°E / 44.378629, 21.5437     | Витовница                 |                 | Петровац на Млави | СМЕДЕРЕВО      |
| СК 562  | Родна кућа песника Војислава Илића-млађег                             | Родна кућа песника Војислава Илића-млађег                             |                      | 44.427038°N 21.209361°E / 44.427038, 21.209361 | Ореовица (Жабари)         |                 | Жабари            | СМЕДЕРЕВО      |
| СК 563  | Стара црква Успења Богородичиног у Ореовици                           | Стара црква Успења Богородичиног у Ореовици                           |                      | 44.427038°N 21.209361°E / 44.427038, 21.209361 | Ореовица (Жабари)         |                 | Жабари            | СМЕДЕРЕВО      |
| СК 564  | Црква брвнара Рођења Богородичиног у Четережу                         | Црква брвнара Рођења Богородичиног у Четережу                         |                      | 44.373127°N 21.256683°E / 44.373127, 21.256683 | Четереже                  |                 | Жабари            | СМЕДЕРЕВО      |
| СК 565  | Нова црква Рођења Богородичиног у Четережу                            | Нова црква Рођења Богородичиног у Четережу                            |                      | 44.372797°N 21.256181°E / 44.372797, 21.256181 | Четереже                  |                 | Жабари            | СМЕДЕРЕВО      |
| СК 566  | Зграда СО Велико Градиште                                             | Зграда СО Велико Градиште                                             | Житни трг 1          | 44.766717°N 21.519644°E / 44.766717, 21.519644 | Велико Градиште           |                 | Велико Градиште   | СМЕДЕРЕВО      |
| СК 567  | Црква Светог арханђела Гаврила у Великом Градишту                     | Црква Светог арханђела Гаврила у Великом Градишту                     |                      | 44.766046°N 21.520065°E / 44.766046, 21.520065 | Велико Градиште           |                 | Велико Градиште   | СМЕДЕРЕВО      |
| СК 568  | Манастир Нимник                                                       | Манастир Нимник                                                       |                      | 44.726339°N 21.354583°E / 44.726339, 21.354583 | Курјаче                   |                 | Велико Градиште   | СМЕДЕРЕВО      |
| СК 569  | Манастир Горњак код Крепољина                                         | Манастир Горњак код Крепољина                                         |                      | 44.265893°N 21.543619°E / 44.265893, 21.543619 | Крепољин                  |                 | Жагубица          | СМЕДЕРЕВО      |
| СК 570  | Ваљавица у Бистрици                                                   | Ваљавица у Бистрици                                                   | извор Бистричке реке | 44.328476°N 21.549928°E / 44.328476, 21.549928 | Бистрица (Петровац)       |                 | Петровац на Млави | СМЕДЕРЕВО      |
| СК 571  | Собрашица у Ћовдину                                                   | Собрашица у Ћовдину                                                   |                      |                                                | Ћовдин                    |                 | Петровац на Млави | СМЕДЕРЕВО      |
| СК 572  | Црква Заова                                                           | Црква Заова                                                           |                      | 44.503668°N 21.27515°E / 44.503668, 21.27515   | Топоница (Мало Црниће)    |                 | Мало Црниће       | СМЕДЕРЕВО      |
| СК 575  | Стара електрана, управна зграда и канали на реци Пеку                 | Стара електрана, управна зграда и канали на реци Пеку                 |                      | 44.757537°N 21.529037°E / 44.757537, 21.529037 | Велико Градиште           |                 | Велико Градиште   | СМЕДЕРЕВО      |
| СК 611  | Црква Светог Николе у Кисиљеву                                        | Црква Светог Николе у Кисиљеву                                        |                      | 44.737261°N 21.41989°E / 44.737261, 21.41989   | Кисиљево                  |                 | Велико Градиште   | СМЕДЕРЕВО      |
| СК 613  | Црква Светог Вазнесења у Кучеву                                       | Црква Светог Вазнесења у Кучеву                                       |                      | 44.476643°N 21.670799°E / 44.476643, 21.670799 | Кучево                    |                 | Кучево            | СМЕДЕРЕВО      |
| СК 615  | Црква Свете Тројице у Жагубици                                        | Црква Свете Тројице у Жагубици                                        | Тиршова              | 44.198074°N 21.78534°E / 44.198074, 21.78534   | Жагубица                  |                 | Жагубица          | СМЕДЕРЕВО      |
| СК 616  | Црква Светог Вазнесења у Петровцу на Млави                            | Црква Светог Вазнесења у Петровцу на Млави                            |                      | 44.378303°N 21.416922°E / 44.378303, 21.416922 | Петровац на Млави         |                 | Петровац на Млави | СМЕДЕРЕВО      |
| СК 617  | Комплекс зграда: суд, скупштина општине и пошта у Петровцу на Млави   | Комплекс зграда: суд, скупштина општине и пошта у Петровцу на Млави   |                      | 44.380695°N 21.414787°E / 44.380695, 21.414787 | Петровац на Млави         |                 | Петровац на Млави | СМЕДЕРЕВО      |
| СК 618  | Црква Светог Игњатија Богоносца у Малом Црнићу                        | Црква Светог Игњатија Богоносца у Малом Црнићу                        |                      | 44.558384°N 21.286052°E / 44.558384, 21.286052 | Мало Црниће               |                 | Мало Црниће       | СМЕДЕРЕВО      |
| СК 619  | Црква Светих Петозарних мученика у Смољинцу                           | Црква Светих Петозарних мученика у Смољинцу                           |                      | 44.606006°N 21.346454°E / 44.606006, 21.346454 | Смољинац                  |                 | Мало Црниће       | СМЕДЕРЕВО      |
| СК 620  | Пошаљи фотографију                                                    | Стара зграда у Немањиној улици бр. 46 у Пожаревцу                     | Немањина 46          | 44.623075°N 21.178689°E / 44.623075, 21.178689 | Пожаревац                 |                 | Пожаревац         | СМЕДЕРЕВО      |
| СК 700  | Црква Светог пророка Јеремије у Браничеву                             | Црква Светог пророка Јеремије у Браничеву                             | Моше Пијаде          | 44.704934°N 21.537376°E / 44.704934, 21.537376 | Браничево (Голубац)       |                 | Голубац           | СМЕДЕРЕВО      |
| СК 701  | Црква Светог Томе у Божевцу                                           | Црква Светог Томе у Божевцу                                           |                      | 44.541999°N 21.395218°E / 44.541999, 21.395218 | Божевац (Мало Црниће)     |                 | Мало Црниће       | СМЕДЕРЕВО      |
| СК 703  | Црква Светог Николе у Голупцу                                         | Црква Светог Николе у Голупцу                                         |                      | 44.653006°N 21.631064‎°E / 44.653006, 21.631064‎ | Голубац                   |                 | Голубац           | СМЕДЕРЕВО      |
| СК 705  | Црква Светог арханђела Михаила, стара школа и старо гробље у Шетоњaма | Црква Светог арханђела Михаила, стара школа и старо гробље у Шетоњaма |                      | 44.281964°N 21.466189°E / 44.281964, 21.466189 | Шетоње                    |                 | Петровац на Млави | СМЕДЕРЕВО      |
| СК 706  | Зграда у Ул. Вељка Дугошевића 110 у Голупцу                           | Зграда у Ул. Вељка Дугошевића 110 у Голупцу                           | Вељка Дугошевића 110 | 44.653429°N 21.628421°E / 44.653429, 21.628421 | Голубац                   |                 | Голубац           | СМЕДЕРЕВО      |
| СК 708  | Зграда старе механе породице Животић у Орљеву                         | Зграда старе механе породице Животић у Орљеву                         |                      | 44.443555°N 21.309307°E / 44.443555, 21.309307 | Орљево                    |                 | Петровац на Млави | СМЕДЕРЕВО      |
| СК 709  | Воденица Мишића у Кучеву                                              | Воденица Мишића у Кучеву                                              |                      | 44.475472°N 21.666474°E / 44.475472, 21.666474 | Кучево                    |                 | Кучево            | СМЕДЕРЕВО      |
| СК 710  | Кућа Панте Грујића у Церемошњи                                        | Кућа Панте Грујића у Церемошњи                                        |                      | 44.404293°N 21.650913°E / 44.404293, 21.650913 | Церемошња                 |                 | Кучево            | СМЕДЕРЕВО      |
| СК 711  | Кућа Стаменке Живковић у Малом Градишту                               | Кућа Стаменке Живковић у Малом Градишту                               |                      | 44.619433°N 21.405784°E / 44.619433, 21.405784 | Мало Градиште             |                 | Мало Црниће       | СМЕДЕРЕВО      |
| СК 712  | Кућа Јелице Стричевић у Радошевцу                                     | Кућа Јелице Стричевић у Радошевцу                                     |                      | 44.66821°N 21.60371°E / 44.66821, 21.60371     | Радошевац (Голубац)       |                 | Голубац           | СМЕДЕРЕВО      |
| СК 713  | Кућа Љубише Јанковића у Лесковцу (Петровац)                           | Кућа Љубише Јанковића у Лесковцу (Петровац)                           |                      | 44.360341°N 21.436996°E / 44.360341, 21.436996 | Лесковац (Петровац)       |                 | Петровац на Млави | СМЕДЕРЕВО      |
| СК 714  | Црква Светог Вазнесења у Жабарима                                     | Црква Светог Вазнесења у Жабарима                                     |                      | 44.354193°N 21.213923°E / 44.354193, 21.213923 | Жабари                    |                 | Жабари            | СМЕДЕРЕВО      |
| СК 715  | Црква Светог Николе у Александровцу                                   | Црква Светог Николе у Александровцу                                   |                      | 44.44864°N 21.21404°E / 44.44864, 21.21404     | Александровац (Жабари)    |                 | Жабари            | СМЕДЕРЕВО      |
| СК 718  | Кућа Димитрија Пауновића у Витежеву                                   | Кућа Димитрија Пауновића у Витежеву                                   |                      | 44.293077°N 21.251415°E / 44.293077, 21.251415 | Витежево                  |                 | Жабари            | СМЕДЕРЕВО      |
| СК 818  | Црква Светих Петра и Павла у Рановцу                                  | Црква Светих Петра и Павла у Рановцу                                  |                      | 44.43905°N 21.480414°E / 44.43905, 21.480414   | Рановац                   |                 | Петровац на Млави | СМЕДЕРЕВО      |
| СК 819  | Зграда Основне школе и стара кућа у школском дворишту у Витежеву      | Зграда Основне школе и стара кућа у школском дворишту у Витежеву      |                      | 44.295811°N 21.248196°E / 44.295811, 21.248196 | Витежево                  |                 | Жабари            | СМЕДЕРЕВО      |
| СК 820  | Црква Свете Петке у Породину                                          | Црква Свете Петке у Породину                                          |                      | 44.319849°N 21.222688°E / 44.319849, 21.222688 | Породин (Жабари)          |                 | Жабари            | СМЕДЕРЕВО      |
| СК 821  | Црква Светог Илије у Симићеву                                         | Црква Светог Илије у Симићеву                                         |                      | 44.396873°N 21.210596°E / 44.396873, 21.210596 | Симићево                  |                 | Жабари            | СМЕДЕРЕВО      |
| СК 822  | Воденица Војислава Стефановића у Кусићу                               | Воденица Војислава Стефановића у Кусићу                               |                      | 44.719554°N 21.534337°E / 44.719554, 21.534337 | Кусићe                    |                 | Велико Градиште   | СМЕДЕРЕВО      |
| СК 823  | Стара кућа Светомира Миладиновића у Острову                           | Стара кућа Светомира Миладиновића у Острову                           |                      | 44.767578°N 21.446207°E / 44.767578, 21.446207 | Острово (Велико Градиште) |                 | Велико Градиште   | СМЕДЕРЕВО      |
| СК 824  | Стара кућа Милана Гајића у Малешеву                                   | Стара кућа Милана Гајића у Малешеву                                   |                      | 44.622991°N 21.6071°E / 44.622991, 21.6071     | Малешево (Голубац)        |                 | Голубац           | СМЕДЕРЕВО      |
| СК 825  | Стара кућа Здравка Стојадиновића у Јошаници                           | Стара кућа Здравка Стојадиновића у Јошаници                           |                      | 44.279314°N 21.711031°E / 44.279314, 21.711031 | Јошаница (Жагубица)       |                 | Жагубица          | СМЕДЕРЕВО      |
| СК 826  | Стара кућа Ненада Стојадиновића у Милатовцу                           | Стара кућа Ненада Стојадиновића у Милатовцу                           |                      | 44.256204°N 21.765626°E / 44.256204, 21.765626 | Милатовац (Жагубица)      |                 | Жагубица          | СМЕДЕРЕВО      |
| СК 827  | Воденица Добрила Ивковића у Малом Лаолу                               | Воденица Добрила Ивковића у Малом Лаолу                               |                      | 44.323909°N 21.461982°E / 44.323909, 21.461982 | Мало Лаоле                |                 | Петровац на Млави | СМЕДЕРЕВО      |
| СК 828  | Воденица Ђорђа Трифуновића у Мелници                                  | Воденица Ђорђа Трифуновића у Мелници                                  |                      | 44.393055°N 21.531161°E / 44.393055, 21.531161 | Мелница                   |                 | Петровац на Млави | СМЕДЕРЕВО      |
| СК 832  | Камени мост на Буровачкој реци                                        | Камени мост на Буровачкој реци                                        |                      | 44.273138°N 21.356085°E / 44.273138, 21.356085 | Буровац                   |                 | Петровац на Млави | СМЕДЕРЕВО      |
| СК 972  | Две старе зграде у Пожаревцу                                          | Две старе зграде у Пожаревцу                                          | Немањина 31          | 44.622945°N 21.178958°E / 44.622945, 21.178958 | Пожаревац                 |                 | Пожаревац         | СМЕДЕРЕВО      |
| СК 973  | Родна кућа народног хероја Слободана Јовића у Кучеву                  | Родна кућа народног хероја Слободана Јовића у Кучеву                  | Маршала Тита 96      | 44.478993°N 21.659539°E / 44.478993, 21.659539 | Кучево                    |                 | Кучево            | СМЕДЕРЕВО      |
| СК 977  | Голубачки град                                                        | Голубачки град                                                        |                      | 44.653581°N 21.643097°E / 44.653581, 21.643097 | Голубац                   |                 | Голубац           | СМЕДЕРЕВО      |
| СК 1706 | Споменик српским војницима 1912-1918 у Пожаревцу                      | Споменик српским војницима 1912-1918 у Пожаревцу                      |                      | 44.619005°N 21.183866°E / 44.619005, 21.183866 | Пожаревац                 |                 | Пожаревац         | СМЕДЕРЕВО      |
| СК 1707 | Кућа Вукашина Милошевића у Кучајни                                    | Кућа Вукашина Милошевића у Кучајни                                    |                      | 44.450402°N 21.653642°E / 44.450402, 21.653642 | Кучајна                   |                 | Кучево            | СМЕДЕРЕВО      |
| СК 1710 | Воденица Мирослава Станимировића у Црљенцу                            | Воденица Мирослава Станимировића у Црљенцу                            |                      | 44.494561°N 21.358749°E / 44.494561, 21.358749 | Црљенац                   |                 | Мало Црниће       | СМЕДЕРЕВО      |
| СК 1712 | Стара механа Тасића у Петровцу на Млави                               | Стара механа Тасића у Петровцу на Млави                               |                      | 44.377981°N 21.419857°E / 44.377981, 21.419857 | Петровац на Млави         |                 | Петровац на Млави | СМЕДЕРЕВО      |
| СК 1715 | Зграда механе у Лазници                                               | Зграда механе у Лазници                                               |                      | 44.241156°N 21.808073°E / 44.241156, 21.808073 | Лазница                   |                 | Жагубица          | СМЕДЕРЕВО      |
| СК 1716 | Кућа Јована Рајића у Малом Лаолу                                      | Кућа Јована Рајића у Малом Лаолу                                      |                      | 44.320716°N 21.465905°E / 44.320716, 21.465905 | Мало Лаоле                |                 | Петровац на Млави | СМЕДЕРЕВО      |
| СК 1719 | Саборна црква Св. Арханђела Михаила и Гаврила у Пожаревцу             | Саборна црква Св. Арханђела Михаила и Гаврила у Пожаревцу             |                      | 44.619219°N 21.191756°E / 44.619219, 21.191756 | Пожаревац                 |                 | Пожаревац         | СМЕДЕРЕВО      |
| СК 1720 | Родна кућа народног хероја Јована Шербановића                         | Родна кућа народног хероја Јована Шербановића                         |                      | 44.241079°N 21.808031°E / 44.241079, 21.808031 | Лазница                   |                 | Жагубица          | СМЕДЕРЕВО      |
| СК 1721 | Зграда Епископског двора у Пожаревцу                                  | Зграда Епископског двора у Пожаревцу                                  | Хајдук Вељкова 2     | 44.61949°N 21.191038°E / 44.61949, 21.191038   | Пожаревац                 |                 | Пожаревац         | СМЕДЕРЕВО      |
| СК 1722 | Црква Светог Преображења у Шапинама                                   | Црква Светог Преображења у Шапинама                                   |                      | 44.578486°N 21.367182°E / 44.578486, 21.367182 | Шапине                    |                 | Мало Црниће       | СМЕДЕРЕВО      |
| СК 1723 | Црква Светог Николе у Пожаревцу                                       | Црква Светог Николе у Пожаревцу                                       | Војске Југославије   | 44.625423°N 21.187578°E / 44.625423, 21.187578 | Пожаревац                 |                 | Пожаревац         | СМЕДЕРЕВО      |
| СК 1730 | Манастир Сестрољин                                                    | Манастир Сестрољин                                                    |                      | 44.546258°N 21.1982°E / 44.546258, 21.1982     | Пољана (Пожаревац)        |                 | Пожаревац         | СМЕДЕРЕВО      |
| СК 1732 | Црква Светог Трифуна у Кличевцу                                       | Црква Светог Трифуна у Кличевцу                                       |                      | 44.7566°N 21.289127°E / 44.7566, 21.289127     | Кличевац                  |                 | Пожаревац         | СМЕДЕРЕВО      |
| СК 1733 | Црква Светог Георгија у Костолцу                                      | Црква Светог Георгија у Костолцу                                      |                      | 44.740835°N 21.192109°E / 44.740835, 21.192109 | Костолац                  |                 | Пожаревац         | СМЕДЕРЕВО      |
| СК 1736 | Воденица Витомира Ђорђевића у Турији (Кучево)                         | Воденица Витомира Ђорђевића у Турији (Кучево)                         |                      | 44.519459°N 21.635758°E / 44.519459, 21.635758 | Турија (Кучево)           |                 | Кучево            | СМЕДЕРЕВО      |
| СК 2023 | Кућа Радоја Глигоријевића у Рибарима                                  | Кућа Радоја Глигоријевића у Рибарима                                  |                      | 44.235314°N 21.67158°E / 44.235314, 21.67158   | Рибаре (Жагубица)         |                 | Жагубица          | СМЕДЕРЕВО      |
| СК 2150 | Зграда у Ул. Вељка Дугошевића бр. 102 у Голупцу                       | Зграда у Ул. Вељка Дугошевића бр. 102 у Голупцу                       |                      |                                                | Голубац                   |                 | Голубац           | СМЕДЕРЕВО      |
| СК 2155 | Гроб и споменик Васе Пелагића и Димитрија Марковића                   | Гроб и споменик Васе Пелагића и Димитрија Марковића                   |                      |                                                | Пожаревац                 |                 | Пожаревац         | СМЕДЕРЕВО      |
| СК ?    | Четири иконе на иконостасу цркве у Орешковици                         | Четири иконе на иконостасу цркве у Орешковици                         |                      | 44.377981°N 21.419857°E / 44.377981, 21.419857 | Орешковица                |                 | Петровац на Млави | СМЕДЕРЕВО      |